# Liste der Kreisstraßen im Landkreis Sigmaringen
Diese Liste enthält die Kreisstraßen im baden-württembergischen Landkreis Sigmaringen.

## Abkürzungen
- K: Kreisstraße
- L: Landesstraße

## Liste
Die Kreisstraßen behalten die ihnen zugewiesene Nummer nicht bei einem Wechsel in einen anderen Stadt- oder Landkreis. Nicht vorhandene bzw. nicht nachgewiesene Kreisstraßen sind kursiv gekennzeichnet, ebenso Straßen und Straßenabschnitte, die unabhängig vom Grund (Herabstufung zu einer Gemeindestraße oder Höherstufung) keine Kreisstraßen mehr sind.
Der Straßenverlauf wird in der Regel von Nord nach Süd und von West nach Ost angegeben.
| Nr.    | Verlauf |
| ------ | --- |
| K 8200 | Bingen-Hornstein – K 8201 in Bingen |
| K 8201 | L 253 – L 275 – K 8203 in Hettingen-Inneringen – L 415 in Hettingen-Inneringen – Hettingen-Hohwieshof - K 8202 – K 8200 in Bingen – L 277 in Bingen |
| K 8202 | (K 7174 im Zollernalbkreis) – Kreisgrenze – / in Veringenstadt-Veringendorf – Bingen-Hochberg – K 8201 – Kreisgrenze – (K 7551 im Landkreis Biberach) |
| K 8203 | K 8201 in Hettingen-Inneringen – Hettingen-Dullenberg – Kreisgrenze – (K 7550 im Landkreis Biberach) |
| K 8204 | L 253 in Gammertingen-Kettenacker – Gammertingen-Lusthof – L 275 |
| K 8205 | (K 6738 im Landkreis Reutlingen) – Kreisgrenze – K 8207 in Gammertingen-Harthausen – L 253 |
| K 8206 | L 448 – Neufra-Bromistal - Kreisgrenze – (K 7174 im Zollernalbkreis) |
| K 8207 | K 8205 in Gammertingen-Harthausen – Kreisgrenze – (K 6739 im Landkreis Reutlingen) |
| K 8208 | Sigmaringen-Oberschmeien – Sigmaringen-Unterschmeien – L 277 in Sigmaringen – in Sigmaringen |
| K 8209 | L 277 – Inzigkofen-Dietfurt – in Inzigkofen-Vilsingen |
| K 8210 | L 218 in Stetten am kalten Markt – L 197 in Stetten am kalten Markt – Stetten am kalten Markt-Auf dem Berg (Berghäuser) - Stetten am kalten Markt-Nusplingen |
| K 8211 | L 218 in Stetten am kalten Markt-Oberglashütte |
| K 8212 | (K 7150 im Zollernalbkreis) – Schwenningen-Schönfeld - L 196 in Schwenningen |
| K 8213 | (K 5902 im Landkreis Tuttlingen) – Schwenningen-Unter dem Kapf - L 196 in Schwenningen |
| K 8214 | K 8277 in Beuron - (K 5902 im Landkreis Tuttlingen) |
| K 8215 | K 8217 in Leibertingen – Leibertingen-Unterbannhof - Leibertingen-Oberer Bannhof - Kreisgrenze – (K 5937 im Landkreis Tuttlingen) |
| K 8216 | L 196 in Leibertingen-Kreenheinstetten – Leibertingen-Lengenfeld – K 8217 in Leibertingen – Leibertingen-Haubhaus - K 8218 in Leibertingen-Thalheim – Leibertingen-Altheim – in Sauldorf-Hölzle – Sauldorf-Bietingen – in Sauldorf-Krumbach – Sauldorf-Hardthöfe - K 8225 in Sauldorf – K 8271 in Sauldorf - K 8271 in Sauldorf-Rast – K 8226 – L 195 in Wald |
| K 8217 | K 8278 – K 8215 in Leibertingen – K 8216 in Leibertingen – L 196 in Leibertingen-Kreenheinstetten – K 8279 in Meßkirch-Langenhart – in Inzigkofen-Engelswies |
| K 8218 | (K 5936 im Landkreis Tuttlingen) – Kreisgrenze – Leibertingen-Vogelsang - K 8216 in Leibertingen-Thalheim – K 8219 in Meßkirch-Heudorf – / in Meßkirch-Heudorf – K 8220 in Meßkirch – K 8271 in Meßkirch |
| K 8219 | L 196 in Meßkirch-Rohrdorf – K 8220 in Meßkirch-Rohrdorf – K 8218 in Meßkirch-Heudorf – Meßkirch-Heersfeldhof - in Meßkirch-Altstadthof |
| K 8220 | K 8219 in Meßkirch-Rohrdorf – K 8218 in Meßkirch |
| K 8221 | in Meßkirch – Meßkirch-Igelswies – Meßkirch-Menningen – in Meßkirch-Leitishofen |
| K 8222 | – Sauldorf-Reute - Sauldorf-Unterbichtlingen – K 8271 in Sauldorf-Oberbichtlingen |
| K 8223 | – K 8224 in Sauldorf-Boll – Sauldorf-Fasanengarten - Kreisgrenze – (K 6110 im Landkreis Konstanz) |
| K 8224 | (K 5935 im Landkreis Tuttlingen) – Kreisgrenze – K 8223 in Sauldorf-Boll – |
| K 8225 | K 8271 in Sauldorf - K 8216 in Sauldorf – Sauldorf-Algehof - Sauldorf-Roth – Sauldorf-Freiheithof - Wald-Unterer Rickenbach - K 8226 |
| K 8226 | (K 6107 im Landkreis Konstanz) – Kreisgrenze – K 8225 – K 8227/K 8271 in Wald-Sentenhart – K 8271 in Wald-Sentenhart – Wald-Steckeln - K 8216 |
| K 8227 | K 8226/K 8271 in Wald-Sentenhart – Wald-Haldenhof – Kreisgrenze – (K 6108 im Landkreis Konstanz) |
| K 8228 | L 195 in Wald-Löcherberg – Wald-Rothenlachen – L 194 in Wald-Ruhestetten |
| K 8229 | Herdwangen-Schönach-Oberndorf – Herdwangen-Schönach-Stohrenhof - K 8268 in Herdwangen-Schönach-Brehmhof |
| K 8230 | L 195 in Herdwangen-Schönach-Herdwangen – Herdwangen-Schönach-Waldsteig – Kreisgrenze – (K 7774 im Bodenseekreis) |
| K 8231 | (K 7767 im Bodenseekreis) – Kreisgrenze – K 8269 in Herdwangen-Schönach-Großschönach – Kreisgrenze – (K 7769 im Bodenseekreis) |
| K 8233 | L 268 – L 201 in Pfullendorf-Unteres Ried |
| K 8234 | L 195 in Pfullendorf-Aach-Linz – Pfullendorf-Reute - K 8269 in Herdwangen-Schönach-Sohl – Pfullendorf-Großstadelhofen – L 268 in Pfullendorf-Krähenried |
| K 8235 | L 195 in Wald-Walbertsweiler – K 8236 in Meßkirch-Rengetsweiler – K 8273 in Wald-Oberkappel – Wald-Kappel - K 8242 in Pfullendorf-Otterswang |
| K 8236 | K 8237 in Meßkirch-Sattlerhöfe – K 8235 in Meßkirch-Rengetsweiler |
| K 8237 | – Meßkirch-Ringgenbach – Meßkirch-Buffenhofen – Meßkirch-Dietershofen - K 8236 in Meßkirch-Sattlerhöfe – L 195 |
| K 8238 | K 8267 – Krauchenwies-Breitehof - Krauchenwies-Ablach – in Krauchenwies |
| K 8239 | in Krauchenwies-Göggingen – Krauchenwies-Bittelschieß – L 456 in Krauchenwies-Ettisweiler – K 8241 in Krauchenwies-Hausen am Andelsbach – L 286 – in Mengen-Rulfingen |
| K 8240 | L 455 in Sigmaringendorf – Mengen-Zielfingen - in Mengen-Rulfingen – K 8239 in Mengen-Rulfingen – L 268 – Mengen-Rosna – L 286 in Ostrach-Habsthal – K 8243 in Ostrach-Levertsweiler – K 8242 in Ostrach-Lausheim |
| K 8241 | in Krauchenwies – Krauchenwies-Weidenäcker - K 8239 in Krauchenwies-Hausen am Andelsbach – K 8242 in Pfullendorf-Schwäblishausen – L 268 |
| K 8242 | L 212 in Wald – Wald-Reischach – Pfullendorf-Litzelbach – K 8235 in Pfullendorf-Otterswang – L 456 in Pfullendorf-Otterswang – Pfullendorf-Zell am Andelsbach – K 8241 in Pfullendorf-Schwäblishausen – Pfullendorf-In der Metzg - L 268 in Pfullendorf-Mottschieß – Ostrach-Lausheim – Ostrach-Magenbuch – L 194                                             |
| K 8243 | L 286 in Ostrach-Habsthal – K 8240 in Ostrach-Levertsweiler |
| K 8244 | Ostrach-Einhart – L 286 |
| K 8245 | Ostrach-Kalkreute – L 280 in Ostrach-Spöck |
| K 8246 | L 280 – Ostrach-Burgweiler – K 8272 in Ostrach-Waldbeuren |
| K 8247 | L 201b in Illmensee-Ruschweiler – L 207a in Ruschweiler |
| K 8248 | L 207a in Illmensee – Illmensee-Reute – K 8249 in Illmensee-Illwangen |
| K 8249 | (K 8024 im Landkreis Ravensburg) – Kreisgrenze – K 8248 in Illmensee-Illwangen – Illmensee-Glashütten – Kreisgrenze – (K 7775 im Bodenseekreis) |
| K 8250 | L 279 in Hohentengen – L 283 in Hohentengen – K 8251 in Hohentengen – K 8251 in Hohentengen-Enzkofen – Hohentengen-Ursendorf – Hohentengen-Repperweiler – L 286 in Ostrach-Jettkofen - L 286 in Ostrach - L 194 in Ostrach |
| K 8251 | K 8250 in Hohentengen – Hohentengen-Bremen – K 8250 in Hohentengen-Enzkofen |
| K 8252 | L 283 in Hohentengen-Beizkofen – L 279 in Hohentengen-Ölkofen – L 283 in Hohentengen-Eichen |
| K 8253 | L 283 in Hohentengen-Günzkofen – K 8254 |
| K 8254 | L 279 in Hohentengen-Völlkofen – K 8253 – Bad Saulgau-Friedberg – K 8255 – K 8256 in Bad Saulgau-Wolfartsweiler – L 280 in Bad Saulgau-Sießen |
| K 8255 | in Herbertingen-Mieterkingen – Herbertingen-Hammerschmiedmühle – L 283 in Bad Saulgau-Fulgenstadt – K 8254 |
| K 8256 | K 8254 in Bad Saulgau-Wolfartsweiler – L 280 in Bad Saulgau-Bolstern |
| K 8257 | (K 7960 im Landkreis Ravensburg) – Kreisgrenze – K 8258 in Bad Saulgau-Hochberg |
| K 8258 | (K 7587 im Landkreis Biberach) – Kreisgrenze – L 282 in Herbertingen-Marbach – Herbertingen-Stettberg - K 8276 in Bad Saulgau-Moosheim – in Bad Saulgau – L 280 in Bad Saulgau – L 283 in Bad Saulgau – in Bad Saulgau – K 8257 in Bad Saulgau-Hochberg – Bad Saulgau-Luditsweiler – Kreisgrenze – (K 7959 im Landkreis Ravensburg)                           |
| K 8259 | K 8276 in Bad Saulgau-Kleintissen – L 280 in Bad Saulgau-Braunenweiler – Bad Saulgau-Kammerhof – Bad Saulgau-Saläcker - L 283 in Bad Saulgau-Renhardsweiler |
| K 8260 | L 280 in Bad Saulgau-Braunenweiler – Bad Saulgau-Untereggatsweiler – Bad Saulgau-Obereggatsweiler – Kreisgrenze – (K 7586 im Landkreis Biberach) |
| K 8261 | (K 7553 im Landkreis Biberach) – Kreisgrenze – Herbertingen-Heuneburg - K 8262 in Herbertingen-Hundersingen – / in Herbertingen - L 279 in Herbertingen |
| K 8262 | K 8264 in Scheer – L 268 in Mengen-Blochingen – Mengen-Beuren – K 8261 in Herbertingen-Hundersingen |
| K 8263 | in Mengen-Ennetach – in Mengen |
| K 8264 | in Scheer – K 8262 in Scheer – L 268 in Scheer-Heudorf |
| K 8265 | L 455 in Sigmaringendorf-Laucherthal – in Scheer |
| K 8266 | L 415 in Veringenstadt – in Veringenstadt |
| K 8267 | in Sigmaringen-Laiz – (Abzweig zur Inzigkofen) - Inzigkofen-Buwiesen - K 8238 – Krauchenwies-Altlachen – in Krauchenwies-Göggingen |
| K 8268 | (K 6176 im Landkreis Konstanz) – Kreisgrenze – Herdwangen-Schönach-Schlosserhof - K 8229 in Herdwangen-Schönach-Brehmhof – L 195 in Herdwangen-Schönach-Herdwangen – Herdwangen-Schönach-Stockfeld – K 8269 in Herdwangen-Schönach-Kleinschönach |
| K 8269 | L 268 in Pfullendorf – Herdwangen-Schönach-Aftholderberg – Herdwangen-Schönach-Egg - K 8234 in Herdwangen-Schönach-Sohl – Herdwangen-Schönach-Lautenbach - Herdwangen-Schönach-Hügelhof – K 8268 in Herdwangen-Schönach-Kleinschönach – K 8231 in Herdwangen-Schönach-Großschönach – Kreisgrenze – (K 7788 im Bodenseekreis)                                  |
| K 8270 | L 201b – Illmensee-Gampenhof - L 207a in Illmensee-Volzen – Illmensee-Krumbach – Illmensee-Lichtenegg – Illmensee-Putscherhaus - Illmensee-Glashütten - Kreisgrenze – (K 7781 im Bodenseekreis) |
| K 8271 | L 195 in Meßkirch - K 8218 in Meßkirch – Meßkirch-Schnerkingen - K 8222 in Sauldorf-Oberbichtlingen – Sauldorf-Wackershofen – K 8225 in Sauldorf - K 8216 in Sauldorf – K 8216 in Sauldorf-Rast – K 8226 in Wald-Sentenhart – K 8226/K 8227 in Wald-Sentenhart - Kreisgrenze – (K 6175 im Landkreis Konstanz)                                                 |
| K 8272 | L 194 – Pfullendorf-Spitalmühle - Ostrach-Mettenbuch - L 280 in Ostrach-Hahnennest – K 8246 in Ostrach-Waldbeuren – Ostrach-Ulzhausen – Ostrach-Egelreute – Kreisgrenze – (K 8037 im Landkreis Ravensburg) |
| K 8273 | L 195 – Wald-Schönbrunnerhof - K 8235 in Wald-Oberkappel – Wald-Kappel – Wald-Glashütte – L 456 |
| K 8274 | in Bad Saulgau-Haid – Bad Saulgau-Wilfertsweiler – Bad Saulgau-Heratskirch – Kreisgrenze – (K 8036 im Landkreis Ravensburg) |
| K 8275 | (K 7556 im Landkreis Biberach) – L 283 in Bad Saulgau-Bierstetten – (K 8035 im Landkreis Ravensburg) |
| K 8276 | K 8258 in Bad Saulgau-Moosheim – Bad Saulgau-Großtissen – K 8259 in Bad Saulgau-Kleintissen – Kreisgrenze – (K 7591 im Landkreis Biberach) |
| K 8277 | (K 5908 im Landkreis Tuttlingen) – Kreisgrenze – Beuron-Oberer Acker - K 8278 |
| K 8278 | L 277 in Beuron – K 8217 – Kreisgrenze – (K 5941 im Landkreis Tuttlingen) |
| K 8279 | L 277 in Sigmaringen-Gutenstein – K 8217 in Meßkirch-Langenhart – Meßkirch-Hackenberg - |